# A Planet with One Mind
A Planet With One Mind è un disco di Michael Pinder, tastierista e voce del gruppo rock inglese dei Moody Blues, pubblicato nel 1995.

## Tracce
1. Spark in the Dark
2. Legend of the Indian Paintbrush
3. Butterfly Boy
4. Old Turtle
5. Rajah's Rice
6. Why the Sky Is Far Away
7. All of You Was Singing